# Stacionarno stanje
Stacionárno stánje je v termodinamiki takšno stanje sistema, pri katerem so fizikalne količine, ki opisujejo sistem, neodvisne od časa, sistem pa lahko izmenjuje energijo ali snov z okolico.